# Uccisione di Farkhunda Malikzada

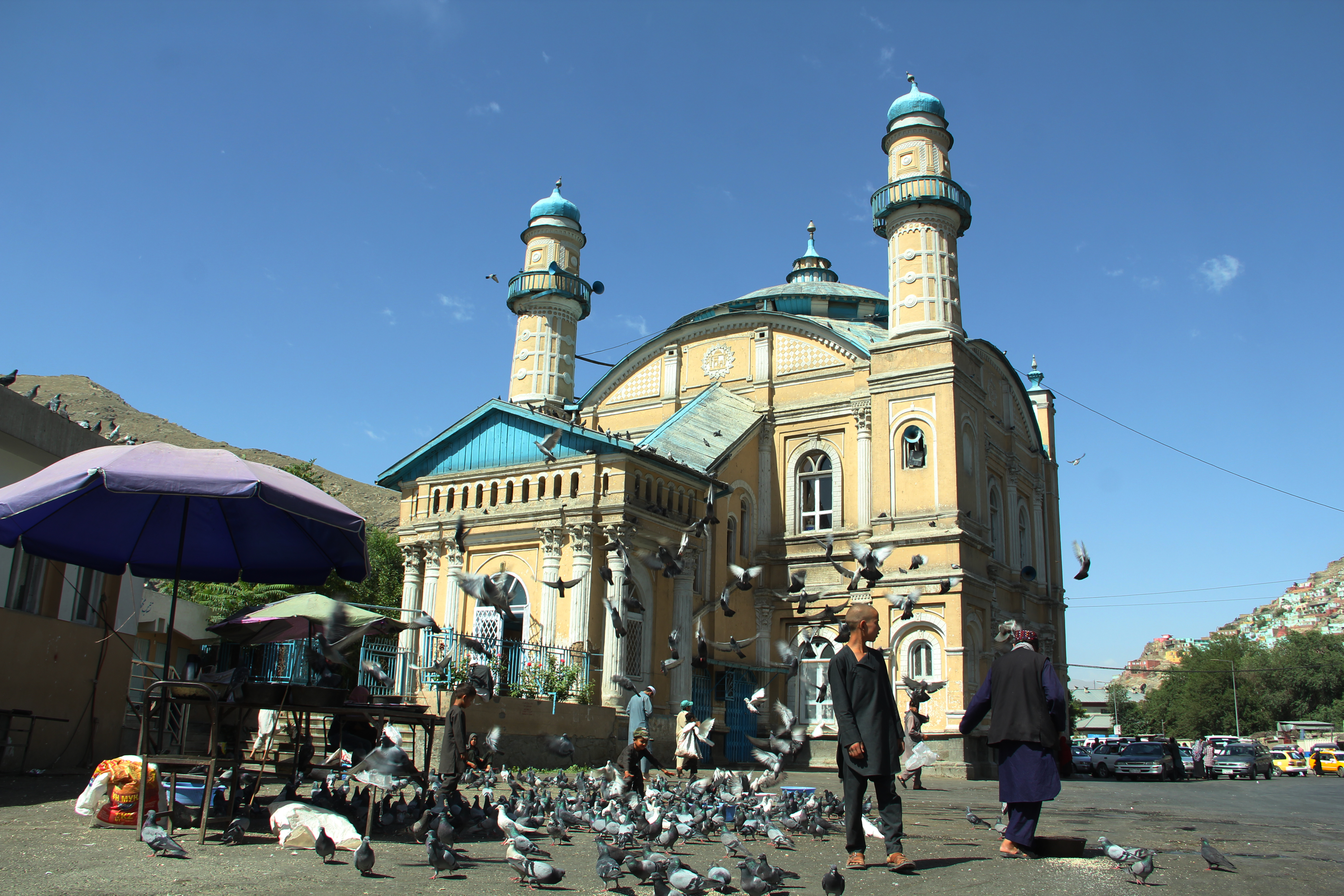
La Moschea Shah-Do Shamshira, dove iniziò il linciaggio di Farkhunda

L'uccisione di Farkhunda Malikzada (persiano: فرخنده), una donna afghana di 27 anni, è avvenuta a Kabul il 19 marzo 2015. Farkhunda è stata linciata da una folla istigata da un gruppo di mullah della moschea Shah-Do Shamshira (Moschea del Re di Due Spade), dietro l'accusa, poi rivelatasi falsa, di aver bruciato una copia del Corano.
Le vicende legate al suo omicidio hanno destato unanime sdegno in tutto il mondo, sia per le modalità e la brutalità con cui è stata compiuta la violenza, sia per le controverse condanne comminate agli assalitori in sede processuale.
L'evento ha inoltre sollevato interrogativi sul corso delle riforme allora in atto in Afghanistan e sui cambiamenti realizzati dal nuovo governo, e ha richiamato l'attenzione sulla condizione e sui diritti delle donne in Afghanistan.

## Farkhunda
Farkhunda (significa fausta, giubilante), un nome comune per le ragazze in Afghanistan, era la quarta di dieci figli di una famiglia di buona condizione sociale e istruzione. Il padre, Mohammad Nader Malikzada, aveva lavorato per quasi 40 anni come ingegnere capo per il ministero della salute pubblica dell'Afghanistan; il fratello Mujibullah era impiegato al ministero delle Finanze e un secondo fratello era ingegnere. Le altre sette sorelle di Farkhunda erano laureate, studentesse di università o di scuole superiori per insegnanti.
Quando venne aggredita, Farkhunda aveva 27 anni, era una musulmana osservante; si era dedicata agli studi religiosi in una madrasa islamica privata, aspirando a diventare un'insegnante di diritto islamico. Lavorava come volontaria, insegnando il Corano ai bambini.
La famiglia non era solita frequentare il santuario Shah-Do Shamshira, situato vicino al centro di Kabul e al fiume omonimo, un quartiere crocevia di viaggiatori e commercianti, in cui si trovano le ambasciate e il palazzo presidenziale, e anche Farkhunda sembra vi sia recata per la prima volta solo quattro settimane prima della sua uccisione.

## Il linciaggio
Due giorni prima del capodanno afgano, finita la sua lezione di recitazione del Corano, Farkhunda sulla via del ritorno si era fermata a pregare alla moschea Shah-Do Shamshira. Erano circa le quattro, ora della preghiera pomeridiana. 
Secondo quanto dichiarato dalla famiglia, Farkhunda era rimasta sconvolta nel vedere come in quel luogo sacro si abusasse delle credenze popolari per sostenere un commercio di amuleti.
Per questo, in quell'occasione, avrebbe affrontato il custode della moschea e un indovino mentre stavano vendendo alle donne alcuni tawiz, strisce di carta contenenti versi del Corano, indossate come portafortuna o per scongiurare il male, accusandoli di sfruttare la superstizione e di svolgere un'attività contraria ai principi islamici. I religiosi, disturbati nei loro traffici, avrebbero reagito incitando contro di lei la folla con l'accusa di averla sorpresa a bruciare una copia del Corano.
Nonostante un primo intervento di due poliziotti che cercarono di porre la donna in salvo in un luogo sicuro, la folla sarebbe riuscita a catturare Farkhunda e a trascinarla in un'area vicino alle rive del fiume Kabul, dove si sarebbe consumato il linciaggio. 
La donna venne bastonata, presa a calci e lapidata e un autista l'avrebbe poi investita con un pick-up, trascinando il suo corpo per centinaia di metri, mentre la polizia presente non avrebbe opposto resistenza. Il suo corpo sarebbe in seguito stato portato sulle rive del fiume Kabul e bruciato dalla folla.
Il linciaggio sarebbe durato 25 minuti e si stima che, quando il corpo venne dato alle fiamme, la folla avesse raggiunto le 5.000-7.000 persone.
Un testimone oculare raccontò che durante il linciaggio centinaia di persone gridavano il takbīr e cantavano slogan antiamericani. Molti dei presenti, anziché intervenire per fermare l'assalto, filmarono con i loro cellulari l'omicidio e pubblicarono i video online, vantandosi di aver partecipato all'attacco e sostenendone le ragioni.
La folla ripresa in video accusava Farkhunda di lavorare con gli americani e di essere un'impiegata dell'ambasciata francese.
Pochi giorni dopo l'omicidio il ministero dell'Hajj e degli affari religiosi dell'Afghanistan annunciò di non aver trovato prove che Farkhunda avesse bruciato il Corano.
Secondo TOLOnews, il mullah ripreso da Farkhunda per i suoi traffici di amuleti l'avrebbe accusata ad alta voce di aver bruciato il Corano "per salvare il suo lavoro e la sua vita".
Shahla Farid, membro della commissione investigativa istituita dal Presidente Ashraf Ghani in seguito all'uccisione di Farkhunda, avrebbe affermato che gli investigatori della polizia e della Direzione nazionale della sicurezza scoprirono che l'indovino, quasi certamente con l'assistenza del custode, trafficava in amuleti, Viagra e preservativi.
La famiglia di Farkhunda, all'indomani del linciaggio, dichiarò di essere stata indotta dai funzionari di polizia a sostenere che la ragazza soffriva di un disturbo mentale, per ridurre il rischio di rappresaglie e per placare la folla, pronta a mettere a ferro e fuoco la città.

## Reazioni

### Funerale
Il 22 marzo 2015 circa un migliaio di donne, vestite di nero, manifestarono a Kabul gridando "Siamo tutti Farkhunda!" e chiedendo giustizia. Molte manifestanti avevano la faccia dipinta di rosso per ricordare l'immagine del viso sanguinante di Farkhunda. La bara di Farkhunda venne portata da un'ambulanza a un luogo di preghiera e poi a un cimitero a Chaikhana, un quartiere settentrionale di Kabul. Il feretro fu sorretto da sole donne, una pratica mai vista prima in Afghanistan, dove la tradizione prevede che le sepolture siano generalmente riservate agli uomini .

### Proteste
Il 23 marzo centinaia di persone protestarono contro l'uccisione di Farkhunda, chiedendo al governo di perseguire i responsabili. I manifestanti, molti dei quali membri del Partito di Solidarietà dell'Afghanistan, bloccarono la strada fuori dalla moschea e seguirono il percorso lungo il fiume, partendo da dove era iniziato l'attacco. Gli attivisti piantarono un albero sulla sponda del fiume in cui era stato dato alle fiamme il corpo di Farkhunda.
L'omicidio di Farkhunda mobilitò le attiviste per i diritti delle donne in Afghanistan. Il 24 marzo migliaia di donne protestarono contro l'omicidio davanti al ministero della Giustizia afgano a Kabul.
Il 27 aprile Leena Alam e altri attori rievocarono l'uccisione durante una protesta a Kabul, in quello che gli osservatori afgani hanno definito un caso senza precedenti di uno spettacolo teatrale pubblico per commemorare l'omicidio di una donna.

### Risposta ufficiale in Afghanistan

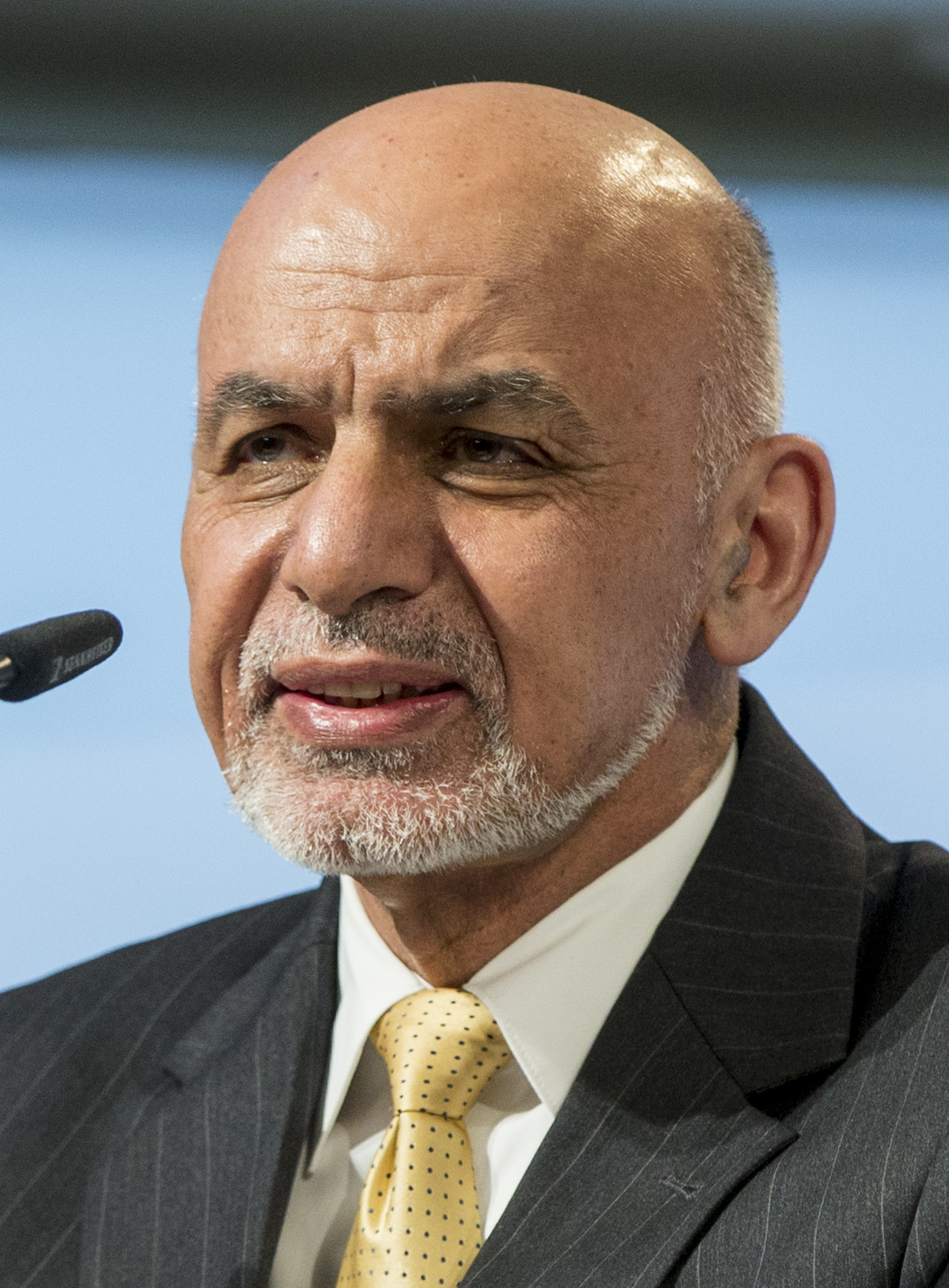
Il Presidente afgano Ashraf Ghani (2014-2021)

Il presidente afghano Ashraf Ghani, in carica da circa sei mesi e in procinto di partire per una visita negli Stati Uniti, ordinò un'indagine sull'incidente e, in una dichiarazione rilasciata dal suo ufficio, condannò l'atto di estrema violenza", descrivendo l'omicidio come "efferato". Affermò anche che l'omicidio di Farkhunda rivelava che la polizia afghana era troppo concentrata sull'insurrezione talebana nel paese e non abbastanza concentrata sulla polizia locale.
Nove uomini che erano stati visti nel video dell'omicidio di Farkhunda sui social media vennero successivamente arrestati.
Il ministero dell'Interno riferì che 28 persone erano state arrestate e 13 agenti di polizia sospesi nell'ambito delle indagini. Hashmat Stanikzai, il portavoce ufficiale della polizia di Kabul che aveva pubblicamente approvato l'omicidio, venne licenziato per i commenti pubblicati sui social media a sostegno degli assassini di Farkhunda, così come il viceministro della cultura e dell'informazione Simin Ghazal Hasanzada che aveva approvato il linciaggio, definendolo l'esecuzione di una donna "che lavora per gli infedeli".
Durante una manifestazione di protesta il cartello di via Andarabi, nella quale era stata uccisa la giovane, venne sostituito con uno intitolato a Farkhunda; il gabinetto del presidente Ghani, approvò in seguito in una riunione l'intitolazione della via a Martyr Farkhunda (جاده شاهد).

### Reazione internazionale
L'Unione europea condannò l'uccisione. La rappresentante per gli Affari esteri e la Politica di sicurezza della Commissione UE Federica Mogherini, affermò in una dichiarazioneː "l'uccisione di Farkhunda... è un tragico promemoria dei pericoli che le donne devono affrontare a causa delle false accuse e della mancanza di giustizia in Afghanistan", aggiungendo di sperare che tutti i responsabili venissero assicurati alla giustizia. Anche gli Stati Uniti condannarono l'omicidio, con una dichiarazione della loro ambasciata a Kabul, nella quale veniva chiesto che "i responsabili fossero assicurati alla giustizia in modo che atti atroci non avessero più da ripetersi".
Lo storico afghano americano Ali A Olomi affermò che l'omicidio di Farkhunda dimostrava la resistenza di una cultura di violenza e svalutazione della vita umana derivata da generazioni di afghani cresciuti nella violenza della guerra che sarebbe penetrata nella loro psiche, distorcendone i valori.
Anche secondo l'analista e storica afgana Helena Malikyar l'uccisione di Farkunda avrebbe rappresentato "il fallimento dei leader di questa società devastata dalla guerra – e di quelli della comunità internazionale" nell'affrontare adeguatamente la cultura della violenza, un sistema educativo inadeguato, "un'istituzione religiosa incontrollata e uno stato di diritto estremamente debole". 
Secondo Malikyar il linciaggio avvenuto più che rientrare tra gli atti di violenza contro le donne, andava collocato fra i tanti esempi di esercizio dell'uso della forza e della brutalità, del crimine e della corruzione, che decenni di guerra avrebbero portato gli afgani ad affermare e legittimare come pratica vincente, affossando una tradizione prebellica di leadership fondata sull'autorità morale, sulla tolleranza e il codice d'onore, in cui l'islam era moderato e tollerante nei confronti dell'"altro".

### Reazione degli studiosi islamici
Il giorno dopo l'omicidio, alcuni imam e mullah difesero il linciaggio durante la preghiera del venerdì nelle loro moschee. Uno di loro, l'influente Maulavi Ayaz Niazi della moschea Wazir Akbar Khan, avvertì il governo che qualsiasi tentativo di arrestare gli uomini che avevano "difeso il Corano" avrebbe portato a una rivolta.
Dopo che venne stabilito che Farkhunda non aveva bruciato il Corano, alti studiosi islamici in Afghanistan espressero indignazione per l'incidente. Ahmad Ali Jebreili, un membro del Consiglio degli Ulama dell'Afghanistan incaricato di amministrare la legge islamica, condannò l'attacco, accusandolo di contravvenire all'Islam.

## Condanne processuali
Le prime sentenze furono emesse a Kabul dal giudice Safiullah Mojadedi il 5 maggio 2015, dopo un processo di appena due giorni, distintosi per la sua insolita brevità.
Dei 49 imputati, fra cui 19 agenti di polizia, 30 vennero condannati. Quattro riconosciuti colpevoli vennero condannati alla pena di morte per il ruolo ricoperto nel linciaggio di Farkhunda, otto persone furono condannate a 16 anni di carcere. Secondo il giudice Mojadedi, tre sospetti del linciaggio erano ancora latitanti al momento della sentenza del 5 maggio.

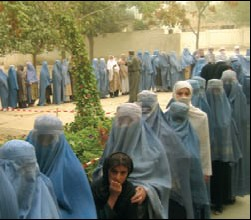
Donne in fila per il voto, Kabul 2004

Il 19 maggio 2015 undici agenti di polizia, compreso il capo della polizia distrettuale locale furono condannati a un anno di carcere per non aver protetto Farkhunda; i rimanenti otto agenti vennero assolti.
Il 2 luglio 2015 una corte d'appello riunitasi in segreto commutò la pena capitale a 20 anni di carcere a tre dei quattro principali imputati dell'uccisione di Farkhunda, fra cui Zain-ul-Din, il venditore di amuleti che l'aveva accusata falsamente di aver bruciato il Corano e le aveva aizzato contro la folla; al quarto imputato la pena fu ridotta a 10 anni.
Mohammad Omran, l'altro custode della moschea che secondo diversi investigatori aveva messo in moto gli eventi, in precedenza condannato a 16 anni, venne assolto, così come il capo di polizia, prima condannato ad un anno di carcere.
La sentenza provocò proteste di piazza e riaccese il dibattito sui diritti delle donne. L'attivista per i diritti delle donne Wazhma Frogh, denunciando che tale verdetto rappresentasse una dimostrazione dell'iniquità del sistema giudiziario afgano, dichiarò di essere delusa e priva di speranzaː "Hanno preso la decisione sotto la pressione di estremisti religiosi e di circoli potenti".
Nell'agosto 2015 l'esame dell'esito del procedimento in questione da parte di un collegio di avvocati nominato dal presidente Ashraf Ghani condusse a una raccomandazione alla Corte suprema dell'Afghanistan di indire un nuovo processo per tutti gli imputati originariamente accusati e di ammettere la presenza degli avvocati difensori della famiglia di Farkhunda.
Il 19 marzo 2016 il Women's Political Participation Committee, un'organizzazione della società civile afgana, chiese una rivalutazione delle decisioni della Corte suprema, una maggiore trasparenza e la fine delle riunioni e delle decisioni dei tribunali segreti.
Secondo le attiviste afghane per i diritti delle donne, l'omicidio di Farkhunda avrebbe rafforzato la cultura dell'impunità per gli autori di violenze di genere in Afghanistan, e messo in luce la mancata applicazione della legge sull'eliminazione della violenza contro le donne (Elimination of Violence against Women EVAW), firmata dal presidente Hamid Karzai nel 2009, che includeva assistenza e protezione legale alle vittime di violenza.